# منظمة حقوق الإنسان الأهوازية
منظمة حقوق الإنسان الأهوازية (اهرو AHRO) أول منظمة أهوازية مدنية تطوعية تأسست عام 1998 من اجل رصد انتهاكات حقوق الإنسان الواسعة في اقليم الأهواز (عربستان) الذي يسمى رسميا «خوزستان» في جنوب غرب إيران بشكل خاص وفي إيران بشكل عام.
لقد تم إنشاء المنظمة على يد عدد من ناشطي حقوق الإنسان الأهوازيين ومقرها الرئيسي في واشنطن عاصمة الولايات المتحدة الأمريكية، كما لها مكتبا آخر في العاصمة البريطانية لندن.
ان هذه المنظمة تطوعية، مستقلة، غير حكومية، غير ربحية تعمل على الدفاع عن حقوق المواطنيين العرب الأهوازيين في المحافل الدولية وأينما استطاعت ويتعاون مع المنظمة بشكل تطوعي العديد من ناشطي حقوق الإنسان والمجتمع المدني في داخل الاهواز (عربستان) وفي الخارج ويقدمون الاستشارات ويتبادلون المعلومات والأخبار بشكل مستمر مع المنظمة من اجل رصد انتهاكات حقوق الإنسان وايصال معاناة الشعب العربي الاهوازي والقمع والاضطهاد القومي والتمييز العنصري وممارسات التطهير العرقي التي يتعرض لها.
لقد عملت منظمة «اهرو» طيلة هذه السنوات بكل طاقاتها وامكانياتها الذاتية والمحدودة على ايصال معاناة الشعب العربي الاهوازي إلى المحافل الدولية وقد كسبت المنظمة ثقة واعتماد العديد من هيئات الأمم المتحدة كمجلس حقوق الإنسان في الأمم المتحدة، والبرلمان الأوروبي، في محفل شؤون الأقليات في الأمم المتحدة (MWG)، منظمة العفو الدولية (أمنستى اينترناشنال)، مرصد حقوق الإنسان (هيومان رايتس واتش)، منظمة الشعوب غيرالممثلة في الأمم المتحدة (UNPO)، والمنظمات الدولية غير الحكومية الأخرى ومؤسسات حقوق الإنسان في الدول المختلفة.

## وصلات خارجية
الموقع الرسمي